# فأر رمادي البطن
فأر رمادي البطن (الاسم العلمي: Mus triton) (بالإنجليزية: Gray-bellied Mouse)‏ هو نوع من الحيوانات يتبع جنس الفأر من الفصيلة الفأرية.